# اتیغورالرحمان مشو
اتیغورالرحمان مشو (بنگالی: আতিকুর রহমান মিশু؛ زادهٔ ۲۶ اوت ۱۹۸۸) بازیکن سابق و مربی فوتبال اهل بنگلادش است.
از باشگاه‌هایی که در آن بازی کرده است می‌توان به باشگاه فوتبال برادرز یونیون اشاره کرد.
وی همچنین در تیم‌های ملی فوتبال زیر ۲۳ سال بنگلادش و بنگلادش بازی کرده است.
وی در مسابقات کشوری و بین‌المللی در مجموع برندهٔ ۱ مدال طلا شده است.